# Аарон Пезарский
Аарон Пезарский (Аарон ди Пезаро; итал. Aaron di Pesaro; XVI век) — итальянский раввин.
Точные даты жизни и подробности биографии неизвестны.
Составил индекс «Толдот-Аарон», где были обозначены места Святого Писания, упоминавшиеся в Талмуде вавилонской редакции. Эта работа была впервые напечатана на иврите в 1581 году в Базеле и Фрайбурге и с тех пор многократно переиздавалась. Уже в 1590 году в Вене вышло дополненное издание. Спустя примерно 60 или 70 лет раввин Иаков Саспортас существенно дополнил работу Пезаро индексом мест, упоминаемых в Талмуде иерусалимской редакции, назвав её «Толдот-Иаков». Обе работы вместе издавались в 1652 году в Амстердаме и в 1705 году в Берлине; в начале XX века был выполнен их двухтомный перевод на английский язык.